# Madagascar Pro League 2019-2020
La stagione 2019-2020 della Madagascar Pro League è stata la 57ª edizione della massima serie e la prima ad avere la denominazione Orange Pro League per motivi di sponsorizzazione. Originariamente programmata dal 26 ottobre 2019 al 21 giugno 2020, venne interrotta il 20 marzo a causa della pandemia di COVID-19 e sospesa definitivamente il 15 agosto.

## Formula
Al campionato parteciparono dodici squadre che si affrontavano in un girone all'italiana con gare di andata e ritorno: delle 22 giornate previste se ne disputarono 15 e il torneo venne interrotto alla 16ª giornata, con 43 partite ancora da disputare.
Il 4 luglio 2020 la Federazione doveva decidere se riprendere la competizione limitando la partecipazione alle prime otto classificate al momento della sospensione, in un torneo a eliminazione diretta con quarti di finale, semifinali e finale, ma nessuna data venne decisa e il 15 agosto il campionato venne definitivamente sospeso.

## Squadre partecipanti
| Club             | Stagione | Città         | Stadio                      | Stagione precedente |
| ---------------- | -------- | ------------- | --------------------------- | ------------------- |
| AS Adema         | dettagli | Antananarivo  | Mahamasina Stadium          |                     |
| Ajesaia          | dettagli | Antananarivo  | Mahamasina Stadium          |                     |
| CNaPS Sport      | dettagli | Vontovorona   | Stade CNaPS Sport           |                     |
| COSFA            | dettagli | Antananarivo  | Mahamasina Stadium          |                     |
| ASSM Elgeco Plus | dettagli | Alasora       | Stade Elgeco Plus           |                     |
| Fosa Juniors FC  | dettagli | Mahajanga     | Stade Rabemananjara         |                     |
| FCA Ilakaka      | dettagli | Ilakaka       | Stade Ampasambahaza         |                     |
| AS Jet Mada      | dettagli | Antananarivo  | Mahamasina Stadium          |                     |
| Mananara         | dettagli | Mananara Nord | Stade de Barikadimy         |                     |
| Tia Kitra        | dettagli | Toamasina     | Stade Municipal de Tamatave |                     |
| 3FB Toliara      | dettagli | Toliara       | Stade Maître Kira           |                     |
| Zanakala FC      | dettagli | Fianarantsoa  | Stade Ampasambazaka         |                     |

## Classifica
|  | Pos. | Squadra      | Pt | G  | V | N | P  | GF | GS |
|  | ---- | ------------ | -- | -- | - | - | -- | -- | -- |
|  | 1.   | CNaPS Sports | 33 | 15 | 9 | 6 | 0  | 41 | 12 |
|  | 2.   | COSFA        | 31 | 15 | 9 | 4 | 2  | 25 | 12 |
|  | 3.   | Fosa Juniors | 30 | 14 | 9 | 3 | 2  | 28 | 8  |
|  | 4.   | Ajesaia      | 30 | 15 | 9 | 3 | 3  | 28 | 11 |
|  | 5.   | Elgeco Plus  | 26 | 15 | 7 | 5 | 3  | 33 | 17 |
|  | 6.   | Adema        | 25 | 15 | 7 | 4 | 4  | 17 | 11 |
|  | 7.   | Jet Mada     | 24 | 15 | 7 | 3 | 5  | 30 | 21 |
|  | 8.   | Toliara      | 18 | 15 | 5 | 3 | 7  | 15 | 24 |
|  | 9.   | Tia Kitra    | 14 | 15 | 4 | 2 | 9  | 21 | 27 |
|  | 10.  | Zanakala     | 9  | 14 | 3 | 0 | 11 | 19 | 28 |
|  | 11.  | Ilakaka      | 9  | 15 | 2 | 3 | 10 | 10 | 32 |
|  | 12.  | Mananara     | 0  | 15 | 0 | 0 | 15 | 8  | 72 |

Regolamento:
Tre punti a vittoria, uno a pareggio, zero a sconfitta.
Note:
Nove reti furono stabiliti a tavolino per giudizio del giudice sportivo.
La gara tra Fosa Juniors ed Elgeco Plus venne interrotta all'80' sullo 0-1 per abbandono della squadra ospite.
La gara tra Jet Mada e Zanakala venne interrotta al 58' sul 3-1 per incidenti.
La gara tra Cnaps Sport e Mananara non si disputò per il forfait della squadra ospite.

## Tabellone risultati
|              | Ade  | Aje  | Cna  | Cos  | Elg  | Fos  | Ila  | Jet  | Man  | Tia  | Tol  | Zan  |
| ------------ | ---- | ---- | ---- | ---- | ---- | ---- | ---- | ---- | ---- | ---- | ---- | ---- |
| Adema        | –––– | 0-1  | -    | -    | 2-1  | 0-1  | 2-1  | -    | 3-0  | -    | 1-2  | 1-0  |
| Ajesaia      | 0-2  | –––– | 0-0  | 0-1  | 1-2  | 1-0  | 5-0  | -    | -    | 3-2  | 4-1  | 1-0  |
| Cnaps Sports | 2-0  | -    | –––– | -    | -    | 2-2  | 7-0  | 3-0  | 3-0  | 5-1  | -    | 3-2  |
| Cosfa        | 0-0  | -    | 0-0  | –––– | 0-3  | 1-0  | 3-0  | -    | -    | 1-0  | 0-0  | 4-2  |
| Elgeco Plus  | 1-1  | -    | 1-1  | 1-2  | –––– | -    | -    | -    | 7-0  | 2-2  | 2-1  | 3-0  |
| Fosa Juniors | -    | 1-1  | -    | -    | 3-0  | –––– | 0-0  | 3-1  | -    | 6-1  | 3-0  | -    |
| Ilakaka      | -    | 0-2  | 1-1  | 1-2  | 3-3  | 0-1  | –––– | 0-1  | -    | 1-0  | 0-1  | -    |
| Jet Mada     | 1-1  | 1-3  | 0-3  | 3-3  | 0-0  | -    | -    | –––– | 6-1  | 2-1  | 1-0  | 3-0  |
| Mananara     | -    | 1-6  | 1-5  | 1-6  | 0-2  | 0-3  | 2-3  | 1-9  | –––– | 0-5  | -    | 1-6  |
| Tia Kitra    | 0-2  | 0-0  | -    | 1-0  | -    | -    | -    | 2-0  | 4-0  | –––– | -    | -    |
| Toliara      | 0-0  | -    | 1-1  | 0-2  | 1-5  | 1-4  | -    | -    | 4-0  | 2-1  | –––– | -    |
| Zanakala     | 1-2  | -    | 3-5  | -    | -    | 0-1  | 2-0  | 0-2  | -    | 3-1  | 0-1  | –––– |